# Italiens herrlandslag i vattenpolo
Italiens herrlandslag i vattenpolo (italienska: Nazionale di pallanuoto maschile dell'Italia) representerar Italien i vattenpolo på herrsidan. Italien tillhör världseliten och har vunnit tre OS-guld (1948, 1960, 1992), fyra VM-guld samt tre EM-guld.

## Medaljer

### OS[1]
| Ort och år          | Placering |
| ------------------- | --------- |
| London 1948         |           |
| Helsingfors 1952    |           |
| Rom 1960            |           |
| Montreal 1976       |           |
| Barcelona 1992      |           |
| Atlanta 1996        |           |
| London 2012         |           |
| Rio de Janeiro 2016 |           |

### VM[1]
| Ort och år      | Placering |
| --------------- | --------- |
| Cali 1975       |           |
| Västberlin 1978 |           |
| Madrid 1986     |           |
| Rom 1994        |           |
| Barcelona 2003  |           |
| Shanghai 2011   |           |
| Gwangju 2019    |           |
| Budapest 2022   |           |

### EM
| Ort och år            | Placering |
| --------------------- | --------- |
| Monte Carlo 1947      |           |
| Turin 1954            |           |
| Jönköping 1977        |           |
| Strasbourg 1987       |           |
| Bonn 1989             |           |
| Sheffield 1993        |           |
| Wien 1995             |           |
| Florens 1999          |           |
| Budapest 2001         |           |
| Zagreb 2010           |           |
| Budapest 2014         |           |
| Dubrovnik/Zagreb 2024 |           |